# Paul Charbin
 Paul Charbin  (né à Sainte-Foy-Lès-Lyon le 10 septembre 1877 et décédé à Lyon le 22 octobre 1956) est un industriel et homme politique français. Il a également été président de la Chambre de commerce du Rhône.

## Carrière
Fils et petit-fils de soyeux, diplômé de l’École centrale Paris (1901), il fut mobilisé cinq ans durant la Première Guerre mondiale où il fut lieutenant, puis capitaine (à partir de 1916). Directeur général, à partir des années 1920, du groupe industriel textile lyonnais les Manufactures de velours et peluches (anciennes maisons réunies J.-B. Martin, Bickert & Fils, E. Charbin & Cie, C. Chavant, Crozier frères), il fut président du Syndicat des fabricants de soieries (1927-1929), puis membre de la Chambre de commerce de Lyon (1928-1938) qu’il présida de 1938 à 1944. En juin 1940, il fut arrêté comme otage par les Allemands mais put faire camoufler d'importants stocks de ravitaillement convoités par l’occupant. 
En 1941, il est membre du Conseil d'études économiques, qui se réunit deux fois par mois auprès du ministre de l'Economie à Vichy. Il est aussi président de la Chambre de Commerce de Lyon, vice-président de la Compagnie nationale du Rhône, et président de la XIIIe région économique.
Il fut durant huit mois secrétaire d’État au Ravitaillement (du 12 août 1941 au 18 avril 1942) au sein du ministère Darlan, sous le régime de Vichy. Sollicité pour ses qualités d’administrateur, il refusa d’abord ce poste puis finit par l’accepter, pensant apporter ses compétences à une situation alimentaire devenue très dure. Mais pour bien signifier qu’il ne voulait pas participer à la politique, il fit distribuer au personnel administratif le traitement réservé au secrétaire d’État. Il s’attacha à lutter avec énergie contre le marché noir professionnel (gros trafiquants, faussaires de tickets, etc.), assouplit le ravitaillement familial, instaura les colis familiaux (octobre 1941), améliora le système de répartition des denrées et encouragea le développement des jardins ouvriers et familiaux. Il tenta également de mieux réglementer et limiter les réquisitions allemandes. Cette expérience souleva quelque espoir dans l’opinion mais, à son retour au pouvoir (avril 1942), Laval détermina le départ de Charbin, réputé pour ses positions anti-allemandes.
Il reprit alors ses fonctions de président de la Chambre de commerce de Lyon. À la Libération, il fut détenu à l’infirmerie de Fresnes à titre préventif (1944-1945). Bien qu’aucun acte de collaboration ne fût retenu contre lui et que la Haute Cour de justice reconnût qu’en plusieurs circonstances il ne s’était pas plié aux exigences allemandes (notamment quand il s’était agi d’appliquer les lois raciales), il fut, en raison de sa participation au régime de Vichy, condamné à dix ans d'indignité nationale (11 juillet 1946). Il bénéficia cependant de mesures de grâce (1948 et 1949) puis fut amnistié par décret (1954). En octobre 1956, il fut, après enquête, réintégré dans l’Ordre de la Légion d’Honneur sur décision du général Catroux.